# Liga de Campeones de la AFC 2005
La Liga de Campeones de la AFC 2005 fue la vigésima cuarta edición del torneo de clubes de fútbol más importante de Asia. Se disputó desde el 9 de marzo al 5 de noviembre de 2005, y contó con la participación de 28 equipos, más el campeón de la edición anterior. El equipo ganador del evento fue Al-Ittihad de Arabia Saudita, tras vencer en la final a doble partido por 1:1 y 4:2 a Al Ain de Emiratos Árabes Unidos. De esta forma, Al-Ittihad obtuvo su segundo título en este evento.

## Participantes por asociación
| Zona Oeste Asiático | Zona Oeste Asiático    | Zona Oeste Asiático  | Zona Oeste Asiático | Zona Oeste Asiático |
| Asociación          | Asociación             | AFC Champions League | AFC Cup             | AFC President's Cup |
| ------------------- | ---------------------- | -------------------- | ------------------- | ------------------- |
| 1                   | Arabia Saudíta         | 2+1                  |                     |                     |
| 2                   | Emiratos Árabes Unidos | 2                    |                     |                     |
| 3                   | Irán                   | 2                    |                     |                     |
| 4                   | Catar                  | 2                    |                     |                     |
| 5                   | Uzbekistán             | 2                    |                     |                     |
| 6                   | Irak                   | 2                    |                     |                     |
| 7                   | Kuwait                 | 2                    |                     |                     |
| 8                   | Siria                  | 2                    |                     |                     |
| 9                   | India                  |                      | 2                   |                     |
| 10                  | Jordania               |                      | 2                   |                     |
| 11                  | Líbano                 |                      | 2                   |                     |
| 12                  | Turkmenistán           |                      | 2                   |                     |
| 13                  | Bangladés              |                      | 2                   |                     |
| 14                  | Baréin                 |                      | 0                   |                     |
| 15                  | Omán                   |                      | 0                   |                     |
| 16                  | Yemen                  |                      | 0                   |                     |
| 17                  | Kirguistán             |                      |                     | 1                   |
| 18                  | Nepal                  |                      |                     | 1                   |
| 19                  | Pakistán               |                      |                     | 1                   |
| 20                  | Sri Lanka              |                      |                     | 1                   |
| 21                  | Tayikistán             |                      |                     | 1                   |
| 22                  | Afganistán             |                      |                     | 0                   |
| 23                  | Palestina              |                      |                     | 0                   |
| Total Participantes | Total Participantes    | 16+1                 | 12                  | 5                   |

- Arabia Saudíta tuvo un cupo extra en la Liga de Campeones de la AFC debido a que tenían al campeón vigente
- Baréin, Omán y Yemén tenían cupos para la Copa AFC pero no participaron
- Afganistán y Palestina eran elegibles para la Copa Presidente de la AFC pero desistieron su participación
- Bangladés geográficamente pertenece a la Zona Este

| Zona Este Asiático  | Zona Este Asiático  | Zona Este Asiático   | Zona Este Asiático | Zona Este Asiático  |
| Asociación          | Asociación          | AFC Champions League | AFC Cup            | AFC President's Cup |
| ------------------- | ------------------- | -------------------- | ------------------ | ------------------- |
| 1                   | República de Corea  | 2                    |                    |                     |
| 2                   | Japón               | 2                    |                    |                     |
| 3                   | China               | 2                    |                    |                     |
| 4                   | Indonesia           | 2                    |                    |                     |
| 5                   | Tailandia           | 2                    |                    |                     |
| 6                   | Vietnam             | 2                    |                    |                     |
| 7                   | Singapur            |                      | 2                  |                     |
| 8                   | Hong Kong           |                      | 2                  |                     |
| 9                   | Malasia             |                      | 2                  |                     |
| 10                  | Maldivas            |                      | 2                  |                     |
| 11                  | Bután               |                      |                    | 1                   |
| 12                  | Camboya             |                      |                    | 1                   |
| 13                  | Taiwán              |                      |                    | 1                   |
| 14                  | Birmania            |                      |                    | 0                   |
| 15                  | Brunéi Darussalam   |                      |                    | 0                   |
| 16                  | Filipinas           |                      |                    | 0                   |
| 17                  | Guam                |                      |                    | 0                   |
| 18                  | Laos                |                      |                    | 0                   |
| 19                  | Macao               |                      |                    | 0                   |
| 20                  | Mongolia            |                      |                    | 0                   |
| 21                  | RPD Corea           |                      |                    | 0                   |
| 22                  | Timor Oriental      |                      |                    | 0                   |
| Total Participantes | Total Participantes | 12                   | 8                  | 3                   |

- Birmania,Brunéi Darussalam, Filipinas, Guam, Laos, Macao, Mongolia RPD Corea y Timor Oriental eran elegibles para la Copa Presidente de la AFC pero desistieron su participación
- Maldivas geográficamente pertenece a la Zona Oeste

## Fase de grupos

### Grupo A
| Pos. | Equipo     | Pts. | PJ | G | E | P | GF | GC | Dif. | Clasificación |
| ---- | ---------- | ---- | -- | - | - | - | -- | -- | ---- | ------------- |
| 1    | PAS        | 16   | 6  | 5 | 1 | 0 | 12 | 4  | +8   | Segunda fase  |
| 2    | Al Salmiya | 9    | 6  | 3 | 0 | 3 | 8  | 9  | −1   |               |
| 3    | Al Rayyan  | 7    | 6  | 2 | 1 | 3 | 6  | 7  | −1   |               |
| 4    | Al Shurta  | 2    | 6  | 0 | 2 | 4 | 2  | 8  | −6   |               |

 Fuente: 
| Local      | Visita     | Ida | Vuelta |
| ---------- | ---------- | --- | ------ |
| PAS        | Al-Rayyan  | 2-1 | 2-1    |
| Al-Salmiya | Al-Shurta  | 3-1 | 0-1    |
| Al-Shurta  | PAS        | 1-1 | 0-1    |
| Al-Rayyan  | Al-Salmiya | 2-1 | 0-2    |
| Al-Rayyan  | Al-Shurta  | 2-0 | 0-0    |
| PAS        | Al-Salmiya | 5-1 | 1-0    |

### Grupo B
| Pos. | Equipo    | Pts. | PJ | G | E | P | GF | GC | Dif. | Clasificación |
| ---- | --------- | ---- | -- | - | - | - | -- | -- | ---- | ------------- |
| 1    | Al Ain    | 13   | 6  | 4 | 1 | 1 | 13 | 6  | +7   | Segunda fase  |
| 2    | Sepahan   | 11   | 6  | 3 | 2 | 1 | 10 | 6  | +4   |               |
| 3    | Al Shabab | 10   | 6  | 3 | 1 | 2 | 7  | 7  | 0    |               |
| 4    | Al Wahda  | 0    | 6  | 0 | 0 | 6 | 5  | 16 | −11  |               |

 Fuente: afcchampionsleague.com
| Local     | Visita    | Ida | Vuelta |
| --------- | --------- | --- | ------ |
| Al-Ain    | Al-Wahda  | 3-0 | 3-2    |
| Al-Shabab | Sepahan   | 1-1 | 0-1    |
| Al-Wahda  | Al-Shabab | 1-2 | 1-3    |
| Sepahan   | Al-Ain    | 1-1 | 2-3    |
| Al-Wahda  | Sepahan   | 1-3 | 0-2    |
| Al-Ain    | Al-Shabab | 3-0 | 0-1    |

### Grupo C
| Pos. | Equipo    | Pts. | PJ | G | E | P | GF | GC | Dif. | Clasificación |
| ---- | --------- | ---- | -- | - | - | - | -- | -- | ---- | ------------- |
| 1    | Al Sadd   | 12   | 6  | 4 | 0 | 2 | 8  | 6  | +2   | Segunda fase  |
| 2    | Neftchi   | 9    | 6  | 3 | 0 | 3 | 8  | 7  | +1   |               |
| 3    | Al Kuwait | 7    | 6  | 2 | 1 | 3 | 5  | 6  | −1   |               |
| 4    | Al-Ahli   | 7    | 6  | 2 | 1 | 3 | 8  | 10 | −2   |               |

 Fuente: 
| Local     | Visita    | Ida | Vuelta |
| --------- | --------- | --- | ------ |
| Neftchi   | Al-Kuwait | 1-0 | 0-1    |
| Al-Sadd   | Al-Ahli   | 2-0 | 1-2    |
| Al-Kuwait | Al-Sadd   | 0-1 | 0-1    |
| Al-Ahli   | Neftchi   | 3-0 | 0-3*   |
| Al-Kuwait | Al-Ahli   | 1-0 | 3-3    |
| Neftchi   | Al-Sadd   | 2-0 | 2-3    |

- Al-Ahli no se presentó*

### Grupo D
| Pos. | Equipo    | Pts. | PJ | G | E | P | GF | GC | Dif. | Clasificación |
| ---- | --------- | ---- | -- | - | - | - | -- | -- | ---- | ------------- |
| 1    | Al-Ahli   | 15   | 6  | 5 | 0 | 1 | 18 | 5  | +13  | Segunda fase  |
| 2    | Pakhtakor | 9    | 6  | 3 | 0 | 3 | 9  | 8  | +1   |               |
| 3    | Al-Zawraa | 7    | 6  | 2 | 1 | 3 | 6  | 13 | −7   |               |
| 4    | Al-Jaish  | 4    | 6  | 1 | 1 | 4 | 7  | 14 | −7   |               |

 Fuente: 
| Local     | Visita    | Ida | Vuelta |
| --------- | --------- | --- | ------ |
| Al Zawra  | Al-Ahli   | 1-2 | 1-5    |
| Al-Jaish  | Pakhtakor | 0-2 | 1-4    |
| Al-Ahli   | Al-Jaish  | 3-1 | 4-0    |
| Pakhtakor | Al Zawra  | 1-2 | 0-1    |
| Al Zawra  | Al-Jaish  | 1-5 | 0-0    |
| Al-Ahli   | Pakhtakor | 3-0 | 1-2    |

### Grupo E
| Pos. | Equipo                  | Pts. | PJ | G | E | P | GF | GC | Dif. | Clasificación |
| ---- | ----------------------- | ---- | -- | - | - | - | -- | -- | ---- | ------------- |
| 1    | Shenzhen Jianlibao      | 13   | 6  | 4 | 1 | 1 | 9  | 3  | +6   | Segunda fase  |
| 2    | Suwon Samsung Bluewings | 13   | 6  | 4 | 1 | 1 | 14 | 3  | +11  |               |
| 3    | Jubilo Iwata            | 9    | 6  | 3 | 0 | 3 | 11 | 4  | +7   |               |
| 4    | Hoang Anh Gia Lai       | 0    | 6  | 0 | 0 | 6 | 1  | 25 | −24  |               |

 Fuente: 
| Local                   | Visita                  | Ida | Vuelta |
| ----------------------- | ----------------------- | --- | ------ |
| Shenzhen Jianlibao      | Júbilo Iwata            | 1-0 | 0-3    |
| Hoang Anh GL            | Suwon Samsung Bluewings | 1-5 | 0-6    |
| Júbilo Iwata            | Hoang Anh GL            | 6-0 | 1-0    |
| Suwon Samsung Bluewings | Shenzhen Jianlibao      | 0-0 | 0-1    |
| Júbilo Iwata            | Suwon Samsung Bluewings | 0-1 | 1-2    |
| Shenzhen Jianlibao      | Hoang Anh GL            | 5-0 | 2-0    |

### Grupo F
| Pos. | Equipo                  | Pts. | PJ | G | E | P | GF | GC | Dif. | Clasificación |
| ---- | ----------------------- | ---- | -- | - | - | - | -- | -- | ---- | ------------- |
| 1    | Shandong Luneng Taishan | 18   | 6  | 6 | 0 | 0 | 15 | 2  | +13  | Segunda fase  |
| 2    | Yokohama F. Marinos     | 12   | 6  | 4 | 0 | 2 | 10 | 4  | +6   |               |
| 3    | PSM Makassar            | 4    | 6  | 1 | 1 | 4 | 4  | 14 | −10  |               |
| 4    | BEC Tero                | 1    | 6  | 0 | 1 | 5 | 3  | 12 | −9   |               |

 Fuente: 
| Local                   | Visita                  | Ida | Vuelta |
| ----------------------- | ----------------------- | --- | ------ |
| BEC Tero                | PSM Makassar            | 0-1 | 2-2    |
| Yokohama F. Marinos     | Shandong Luneng Taishan | 0-1 | 1-2    |
| PSM Makassar            | Yokohama F. Marinos     | 0-2 | 0-3    |
| Shandong Luneng Taishan | BEC Tero                | 1-0 | 4-0    |
| PSM Makassar            | Shandong Luneng Taishan | 0-1 | 1-6    |
| BEC Tero                | Yokohama F. Marinos     | 1-2 | 0-2    |

### Grupo G
| Pos. | Equipo      | Pts. | PJ | G | E | P | GF | GC | Dif. | Clasificación |
| ---- | ----------- | ---- | -- | - | - | - | -- | -- | ---- | ------------- |
| 1    | Busan IPark | 18   | 6  | 6 | 0 | 0 | 25 | 0  | +25  | Segunda fase  |
| 2    | Krung Thai  | 9    | 6  | 3 | 0 | 3 | 5  | 9  | −4   |               |
| 3    | Persebaya   | 4    | 6  | 1 | 1 | 4 | 2  | 10 | −8   |               |
| 4    | Binh Dinh   | 4    | 6  | 1 | 1 | 4 | 2  | 15 | −13  |               |

 Fuente: 
| Local            | Visita           | Ida | Vuelta |
| ---------------- | ---------------- | --- | ------ |
| Busan I'Park     | Pisico Bình Dinh | 8-0 | 4-0    |
| Persebaya        | Krung Thai       | 1-2 | 0-1    |
| Pisico Bình Dinh | Persebaya        | 0-0 | 0-1    |
| Krung Thai       | Busan I'Park     | 0-2 | 0-4    |
| Pisico Bình Dinh | Krung Thai       | 1-2 | 1-0    |
| Busan I'Park     | Persebaya        | 4-0 | 3-0    |

## Segunda fase
|  | Cuartos de final      | Cuartos de final      | Cuartos de final      |   |            | Semifinales                      | Semifinales                      | Semifinales                      |  |  | Final                          | Final                          | Final                          |
|  | 14 y 21 de septiembre | 14 y 21 de septiembre | 14 y 21 de septiembre |   |            | 28 de septiembre y 12 de octubre | 28 de septiembre y 12 de octubre | 28 de septiembre y 12 de octubre |  |  | 26 de octubre y 5 de noviembre | 26 de octubre y 5 de noviembre | 26 de octubre y 5 de noviembre |
|  |                       |                       |                       |   |            |                                  |                                  |                                  |  |  |                                |                                |                                |
|  | Al-Ain (v.)           | 1                     | 3                     |   |            |                                  |                                  |                                  |  |  |                                |                                |                                |
|  | PAS Teherán FC        | 1                     | 3                     |   |            |                                  |                                  |                                  |  |  |                                |                                |                                |
|  | PAS Teherán FC        | 1                     | 3                     |   | Al-Ain     | 6                                | 0                                |                                  |  |  |                                |                                |                                |
|  |                       |                       |                       |   | Al-Ain     | 6                                | 0                                |                                  |  |  |                                |                                |                                |
|  |                       | Shenzhen Jianlibao    | 0                     | 0 |            |                                  |                                  |                                  |  |  |                                |                                |                                |
|  | Al-Ahli               | Shenzhen Jianlibao    | 0                     | 0 | 2          | 1                                |                                  |                                  |  |  |                                |                                |                                |
|  | Al-Ahli               |                       |                       |   | 2          | 1                                |                                  |                                  |  |  |                                |                                |                                |
|  | Shenzhen Jianlibao    | 1                     | 3                     |   |            |                                  |                                  |                                  |  |  |                                |                                |                                |
|  |                       |                       |                       |   |            |                                  |                                  |                                  |  |  | Al-Ain                         | 1                              | 2                              |
|  |                       |                       | Al-Ittihad            | 1 | 4          |                                  |                                  |                                  |  |  |                                |                                |                                |
|  | Shandong Luneng       | 1                     | 2                     |   |            |                                  |                                  |                                  |  |  |                                |                                |                                |
|  | Al-Ittihad            | 1                     | 7                     |   |            |                                  |                                  |                                  |  |  |                                |                                |                                |
|  | Al-Ittihad            | 1                     | 7                     |   | Al-Ittihad | 5                                | 2                                |                                  |  |  |                                |                                |                                |
|  |                       |                       |                       |   | Al-Ittihad | 5                                | 2                                |                                  |  |  |                                |                                |                                |
|  |                       | Busan I'Park          | 0                     | 0 |            |                                  |                                  |                                  |  |  |                                |                                |                                |
|  | Busan I'Park          | Busan I'Park          | 0                     | 0 | 3          | 2                                |                                  |                                  |  |  |                                |                                |                                |
|  | Busan I'Park          |                       |                       |   | 3          | 2                                |                                  |                                  |  |  |                                |                                |                                |
|  | Al-Sadd               | 0                     | 1                     |   |            |                                  |                                  |                                  |  |  |                                |                                |                                |

### Cuartos de final
| Equipo 1                | Agr.        | Equipo 2           | Ida | Vuelta |
| ----------------------- | ----------- | ------------------ | --- | ------ |
| Busan IPark             | 5–1         | Al Sadd            | 3–0 | 2–1    |
| Shandong Luneng Taishan | 3–8         | Al-Ittihad         | 1–1 | 2–7    |
| Al Ain                  | 4–4 (v.)    | PAS                | 1–1 | 3–3    |
| Al-Ahli                 | 3–4 (t. s.) | Shenzhen Jianlibao | 2–1 | 1–3    |

| 14-9-2005 | Busan IPark                          | 3–0 | Al Sadd | Busan Asiad Stadium, Busan |  |
|           | Da Silva 20' 88' · Yoon Hee-joon 90' |     |         |                            |  |

| 21-9-2005 | Al Sadd       | 1–2 (Global 1-5) | Busan IPark                          | Jassim Bin Hamad Stadium, Doha |  |
|           | Emerson 90+2' |                  | Lim Kwan-sik 21' · Han Jae-woong 79' |                                |  |

| 14-9-2005 | Shandong Luneng Taishan | 1–1 | Al-Ittihad | Shandong Provincial Stadium, Jinan |  |
|           | Li Xiaopeng 54'         |     | Noor 48'   |                                    |  |

| 21-9-2005 | Al-Ittihad                                                                       | 7–2 (Global 8-3) | Shandong Luneng Taishan        | Prince Abdullah al-Faisal Stadium, Jeddah |  |
|           | Osama 18' · Tcheco 34' · Swayed 56' · Kallon 66' · Abushgeer 78' 89' · Tukar 80' |                  | Li Xiaopeng 16' · Cui Peng 61' |                                           |  |

| 14-9-2005 | Al Ain             | 1–1 | PAS         | Tahnoun Bin Mohamed Stadium, Al Ain |  |
|           | Nosrati 42' (a.g.) |     | Borhani 24' |                                     |  |

| 21-9-2005                                           | PAS                          | 3–3 (Global 4-4) | Al Ain                            | Shahid Dastgerdi Stadium, Tehran |  |
|                                                     | Borhani 34' 47' · Traoré 75' |                  | Tejada 61' (pen.) · Saeed 83' 84' |                                  |  |
| Al Ain clasifica por la regla del gol de visitante. |                              |                  |                                   |                                  |  |

| 14-9-2005 | Al-Ahli                     | 2–1 | Shenzhen Jianlibao      | Prince Abdullah al-Faisal Stadium, Jeddah |  |
|           | Rogerio 63' · Al-Gizani 87' |     | Naif Al-Qadi 76' (a.g.) |                                           |  |

| 21-9-2005 | Shenzhen Jianlibao       | 3–1 (t. s.)(Global 4-3) | Al-Ahli        | Shenzhen Stadium, Shenzhen |  |
|           | Zając 6' · Li Yi 15' 98' |                         | Abdulghani 20' |                            |  |

### Semifinales
| Equipo 1    | Agr. | Equipo 2           | Ida | Vuelta |
| ----------- | ---- | ------------------ | --- | ------ |
| Busan IPark | 0–7  | Al-Ittihad         | 0–5 | 0–2    |
| Al Ain      | 6–0  | Shenzhen Jianlibao | 6–0 | 0–0    |

| 28-9-2005 | Busan IPark | 0–5 | Al-Ittihad                                                       | Busan Asiad Stadium, Busan |  |
|           |             |     | Al-Otaibi 54' · Kallon 61' · Tcheco 63' · Kariri 85' · Idris 88' |                            |  |

| 12-10-2005 | Al-Ittihad     | 2–0 (Global 7-0) | Busan IPark | Prince Abdullah al-Faisal Stadium, Jeddah |  |
|            | Kallon 18' 58' |                  |             |                                           |  |

| 28-9-2005 | Al Ain                                              | 6–0 | Shenzhen Jianlibao | Tahnoun Bin Mohamed Stadium, Al Ain |  |
|           | Khater 5' 80' · Nwoha 9' 21' 77' · Shehab Ahmed 28' |     |                    |                                     |  |

| 12-10-2005 | Shenzhen Jianlibao | 0–0 (Global 0-6) | Al Ain | Shenzhen Stadium, Shenzhen      |  |
|            |                    |                  |        | Asistencia: 10,000 espectadores |  |

### Final
| Equipo 1 | Agr. | Equipo 2   | Ida | Vuelta |
| -------- | ---- | ---------- | --- | ------ |
| Al Ain   | 3–5  | Al-Ittihad | 1–1 | 2–4    |

| 26-10-2005 | Al Ain     | 1–1 | Al-Ittihad | Tahnoun bin Mohammed Stadium, Al Ain |  |
|            | Msarri 51' |     |            |                                      |  |

| 5-11-2005 | Al-Ittihad                                    | 4–2 (Global 5-3) | Al Ain                          | Prince Abdullah Al Faisal Stadium, Jeddah |  |
|           | Kallon 2' · Noor 33' · Job 56' · Al-Dokhi 67' |                  | Ahmed 55' (pen.) · Tejada 90+1' |                                           |  |

## Campeón
| Bandera de Arabia Saudita      |
| Campeón Al-Ittihad 2.do título |